# 金石山

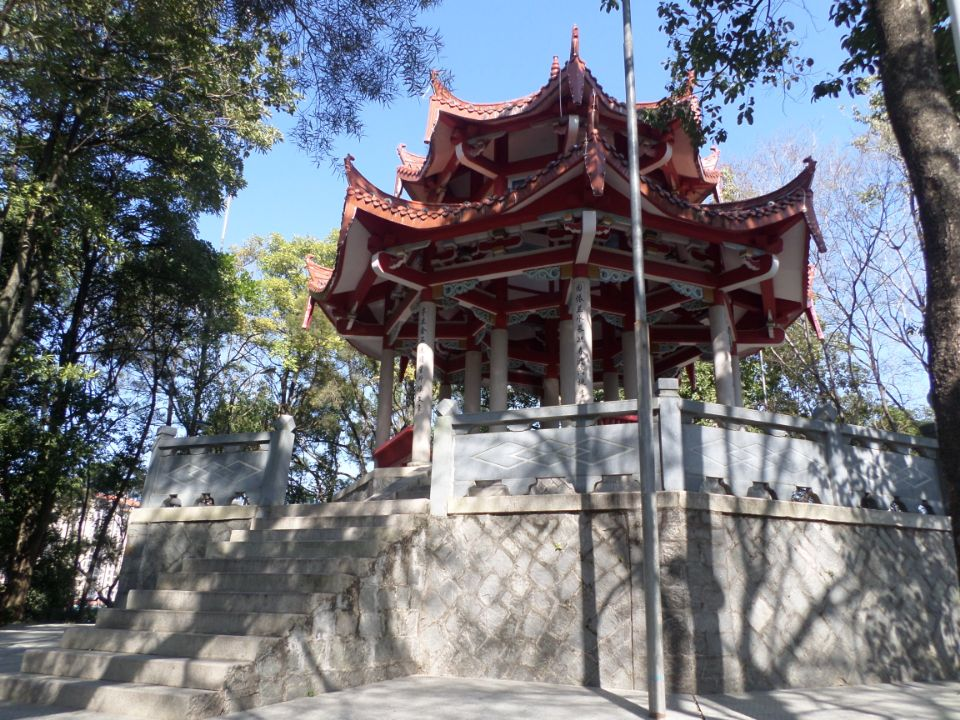
金石山金石亭

金石山，是一座位于中华人民共和国福建省莆田市仙游县的山，现在位于福建省仙游第一中学内。
金石山是仙游名山之一。早在初唐年间就有人在这里读书或隐居。宋朝时，陈襄、朱熹曾在这里讲学。北宋时期，傅楫来陈襄处接受教诲。励志苦学，最终科举及第，官至龙图阁待制，被陈襄夸赞为“金石人也”，该山由此得名。明朝户部尚书郑纪曾赋诗描述金石山的美景：“载酒临金石，登高逸兴开。闲穿松下屐，拼醉菊前杯。城飚吹花去，山云带雨来。何须寻海外，此地即蓬莱。”